# Mike Kellie
Mike Kellie (Birmingham, 24 maart 1947 - aldaar, 18 januari 2017) was een Brits multi-instrumentalist, producer en songwriter. Hij speelde in meerdere bands en bracht ook nog een soloalbum uit.

## Biografie
Kellie speelde als tiener bij de band van de St. Michaels Youth Club en kwam vervolgens bij Wayne and the Beachcombers terecht, waar zijn professionele loopbaan als musicus begon. Vervolgens speelde hij in 1966 bij The Locomotive en daarna bij The V.I.P.'s. Hierna sloot hij zich aan bij de Spooky Tooth van zanger Gary Wright. Toen de populariteit van deze band terugliep, ging hij in 1974 met de band van Johnny Hallyday op tournee door Frankrijk.
In 1976 was hij een van de oprichters van The Only Ones. Deze band nam drie albums op bij CBS en bracht onder meer de hitsingle Another girl, another planet uit. Ook verschenen later meerdere verzamelalbums van de band. Sinds 1978 speelde hij daarnaast voor The Living Dead. Toen The Only Ones er in 1981 mee stopten, vertrok Kellie naar de regio Toronto in Canada en hield hij zich vier jaar lang afzijdig van de muziek. In deze tijd leerde hij pianospelen en ontwikkelde hij zijn schrijftalent als songwriter.
In 1985 keerde hij terug naar het Britse eiland en hield hij zich bezig als herder in Noord Wales en Schotland. In 2004 deed hij mee aan een reünie van de Spooky Tooth en vanaf 2007 trad hij weer op met The Only Ones in Europa en Japan en voor de BBC. De hernieuwde activiteiten van de Only Ones duurden tot 2010.
Vervolgens werkte Kellie aan zijn eerste soloalbum, getiteld Music from the hidden. Op dit album speelde hij de sessies op de drums, orgel, bas en gitaar. Daarnaast werd hij geholpen door enkele andere musici.
Hij overleed op 69-jarige leeftijd.
- Bibliothèque nationale de France: cb13895925v (data)
- International Standard Name Identifier: 0000 0003 7202 0652
- MusicBrainz: 9e7c1116-99ca-4406-b02f-39dac233e629
- Virtual International Authority File: 74037959